# Ловачал
Ловачал (перс. لواچال) — село в Ірані, у дегестані Хотбех-Сара, у бахші Карґан-Руд, шагрестані Талеш остану Ґілян. За даними перепису 2006 року, його населення становило 339 осіб, що проживали у складі 90 сімей.

## Клімат
Середня річна температура становить 13,23 °C, середня максимальна – 27,11 °C, а середня мінімальна – -0,69 °C. Середня річна кількість опадів – 750 мм.
| Клімат поселення                              | Клімат поселення | Клімат поселення | Клімат поселення | Клімат поселення | Клімат поселення | Клімат поселення | Клімат поселення | Клімат поселення | Клімат поселення | Клімат поселення | Клімат поселення | Клімат поселення | Клімат поселення |
| Показник                                      | Січ.             | Лют.             | Бер.             | Квіт.            | Трав.            | Черв.            | Лип.             | Серп.            | Вер.             | Жовт.            | Лист.            | Груд.            |                  |
| Середній максимум, °C                         | 10,52            | 10,00            | 11,77            | 16,14            | 20,19            | 25,04            | 27,11            | 26,82            | 22,17            | 19,37            | 14,77            | 11,12            |                  |
| Середня температура, °C                       | 5,17             | 4,66             | 6,42             | 10,80            | 14,85            | 19,70            | 23,09            | 22,79            | 18,15            | 15,33            | 10,73            | 7,08             |                  |
| Середній мінімум, °C                          | −0,16            | −0,69            | 1,09             | 5,46             | 9,52             | 14,35            | 19,05            | 18,75            | 14,11            | 11,28            | 6,69             | 3,04             |                  |
| Норма опадів, мм                              | 62               | 58               | 68               | 58               | 47               | 29               | 13               | 33               | 83               | 128              | 90               | 81               |                  |
| Середньомісячна швидкість вітру, м/с          | 2.28             | 2.47             | 2.42             | 2.44             | 2.30             | 2.34             | 2.68             | 2.38             | 2.10             | 2.00             | 2.12             | 2.08             |                  |
| Середньомісячна сонячна радіація, кДж/м²·день | 6817             | 9182             | 11331            | 15743            | 19701            | 22360            | 23412            | 19848            | 16004            | 10879            | 8300             | 6416             |                  |
| --------------------------------------------- | ---------------- | ---------------- | ---------------- | ---------------- | ---------------- | ---------------- | ---------------- | ---------------- | ---------------- | ---------------- | ---------------- | ---------------- | ---------------- |
| Джерело:                                      |                  |                  |                  |                  |                  |                  |                  |                  |                  |                  |                  |                  |                  |